# CA, Inc.
CA, Inc. , cunoscută anterior sub denumirea Computer Associates, este o companie americană de software cu sediul în New York City.
Produsele CA sunt distribuite în România prin intermediul companiilor Power Net Consulting și SolvIT Networks.